# Listă de filme canadiene din 2012
Aceasta este o listă de filme canadiene din 2012:

## Lista
| Titlu                      | Regizor             | Actori                                                      | Gen         | Note                                                       |
| -------------------------- | ------------------- | ----------------------------------------------------------- | ----------- | ---------------------------------------------------------- |
| Cottage Country            | Peter Wellington    | Malin Åkerman, Tyler Labine, Lucy Punch                     | Comedie     |                                                            |
| The Disappeared            | Shandi Mitchell     | Billy Campbell, Shawn Doyle, Brian Downey                   | Drama       |                                                            |
| Goon                       | Michael Dowse       | Seann William Scott, Liev Schreiber, Jay Baruchel           | Comedie     |                                                            |
| Midnight's Children        | Deepa Mehta         | Satya Bhabha, Shriya Saran                                  | Drama       |                                                            |
| Payback                    | Jennifer Baichwal   | Margaret Atwood, Raj Patel                                  | Documentary | Pe baza cărții Payback: Debt and the Shadow Side of Wealth |
| Resident Evil: Retribution | Paul W. S. Anderson | Milla Jovovich, Sienna Guillory, Kevin Durand, Colin Salmon | Horror      |                                                            |
| Stories We Tell            | Sarah Polley        |                                                             | Documenta   | Premiera la 69th Venice International Film Festival        |
| War Witch                  | Kim Nguyen          |                                                             | Drama       |                                                            |